# Raggio catodico

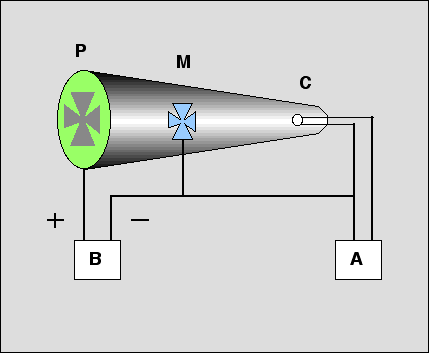
Schema del tubo di Crookes: A genera una corrente a bassa tensione che riscalda il catodo C; B genera invece un'elevata differenza di potenziale che eccita l'anodo P, rivestito di uno strato di fosforo; la mascherina M è collegata al potenziale del catodo e la sua immagine è visibile come un'area non brillante nella zona dove è presente il fosforo.

I raggi catodici sono fasci di elettroni che si producono all'interno di un tubo catodico. Gli elettroni vengono rilasciati da un catodo, un elettrodo con carica di segno negativo, solitamente per effetto termoionico. Nel vuoto spinto del tubo catodico gli elettroni viaggiano ad alta velocità verso l'anodo, l'elettrodo positivo da cui sono attratti per effetto della forza di Coulomb, e possono oltrepassarlo percorrendo una certa distanza all'esterno del tubo catodico.

## Storia
Dopo l'invenzione della pompa a vuoto nel 1650 ad opera di Otto von Guericke, divenne possibile effettuare esperimenti che combinassero la rarefazione dell'aria con l'elettricità; nel 1705, per esempio, si notò che le scintille di un generatore elettrostatico messo sottovuoto coprivano una distanza più lunga rispetto a quella percorsa in normali condizioni atmosferiche. Nel 1838, Michael Faraday fece passare della corrente elettrica all'interno di un tubo con aria molto rarefatta e notò un inaspettato "arco" di luce che partiva dal catodo (elettrodo negativo) e arrivava all'anodo (elettrodo positivo); la zona intorno al catodo era l'unica priva di luminescenza e per questo venne chiamata "spazio buio del catodo" (o anche "spazio buio di Faraday" o "di Crookes"). Da quel momento divenne chiaro che ogni volta che si fosse applicata una differenza di potenziale elettrico in condizioni di aria rarefatta si sarebbe venuta a creare quella particolare luminescenza.
Negli anni seguenti alle scoperte di Faraday, molti artisti di strada viaggiarono per le città europee per esibire questi "tubi luminescenti" che deliziavano il pubblico; del resto bastava utilizzare un tubo di vetro sottovuoto in cui passava della corrente elettrica per creare una piacevole luce molto gradita dagli spettatori; un particolare tipo di tubo luminoso inventato dal fisico tedesco Heinrich Geissler nel 1857 poteva essere venduto o acquistato tramite dei cataloghi.
Mentre molti di questi tubi erano costruiti in modo che un gas molto rarefatto brillasse al loro interno, alcuni studiosi notarono che anche un particolare tipo di vetro (utilizzato per il rivestimento dei tubi) poteva brillare, ma solo nell'estremità a cui veniva collegato il polo positivo del generatore di corrente. Studiando questi nuovi raggi luminosi, William Crookes inventò il tubo che porta il suo nome.
Verso la fine del diciannovesimo secolo, i fisici studiarono approfonditamente questo fenomeno (e alcuni vinsero anche il premio Nobel per le loro ricerche in questo campo, come per esempio Philipp von Lenard). Joseph John Thomson comprese che questi "raggi del catodo" o "catodici" erano generati dalle particelle trasportatrici della corrente elettrica, gli elettroni, e che si manifestavano nella zona del catodo (l'elettrodo negativo) poiché gli elettroni possiedono carica elettrica negativa.

## Applicazioni tecniche
Il percorso dei raggi catodici, normalmente rettilineo, può essere deviato da un campo elettrico o da un campo magnetico, prodotti rispettivamente da elettrodi ad alta tensione o da magneti posti all'esterno del tubo sottovuoto.

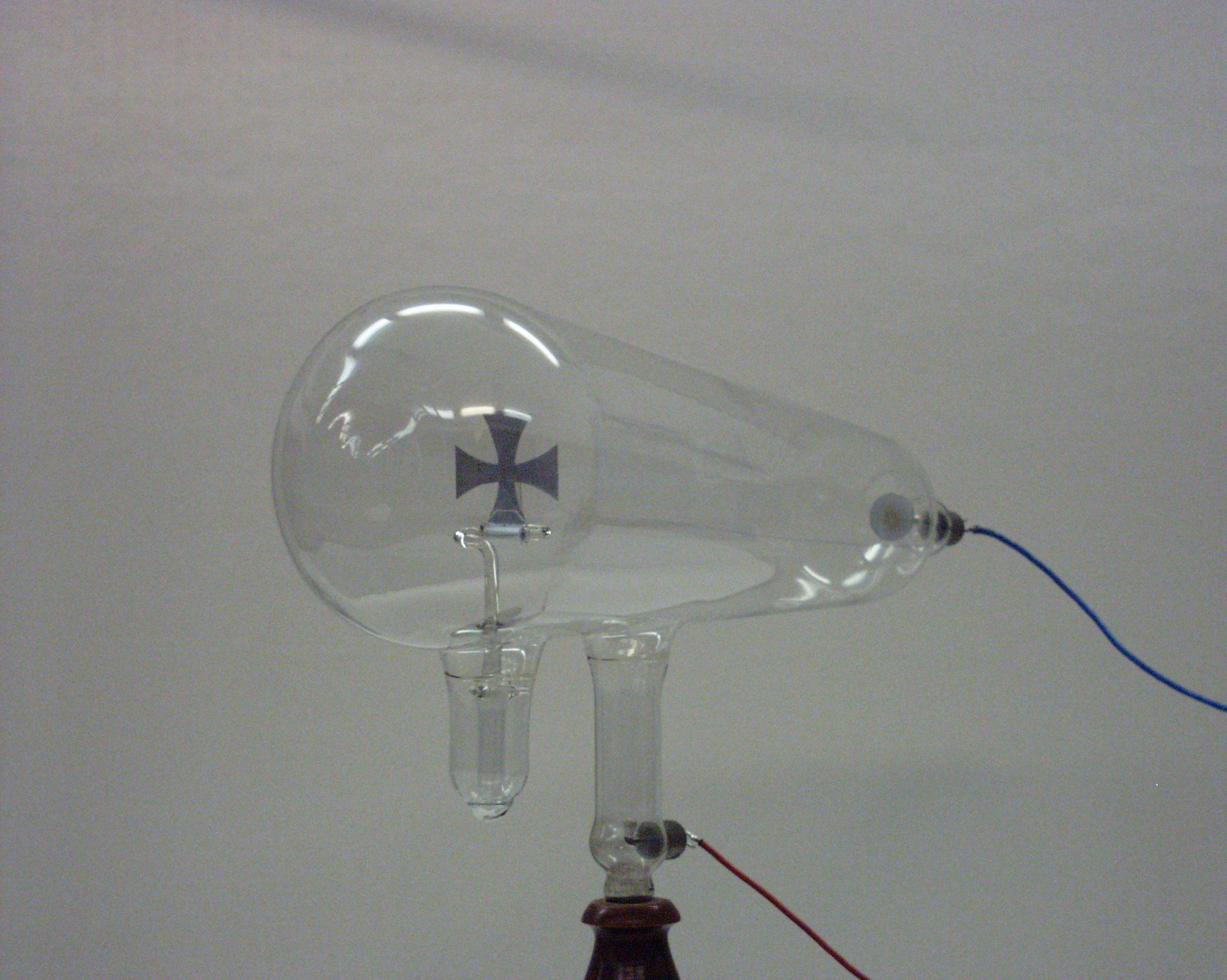
Tubo di Crookes, spento.
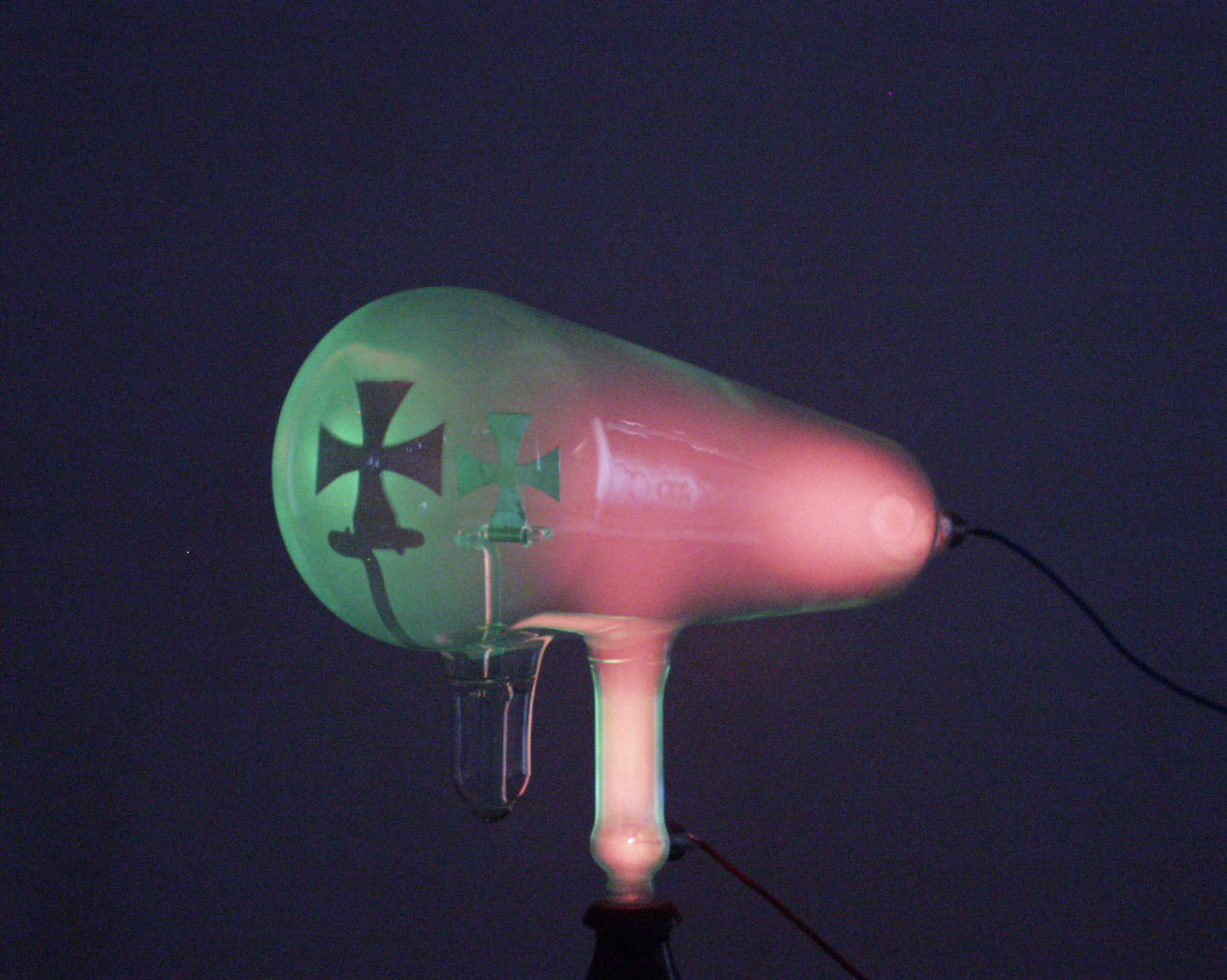
Tubo di Crookes, acceso: a campo magnetico nullo i raggi catodici formano un'immagine, e la croce all'interno del tubo proietta la sua ombra sui fosfori.
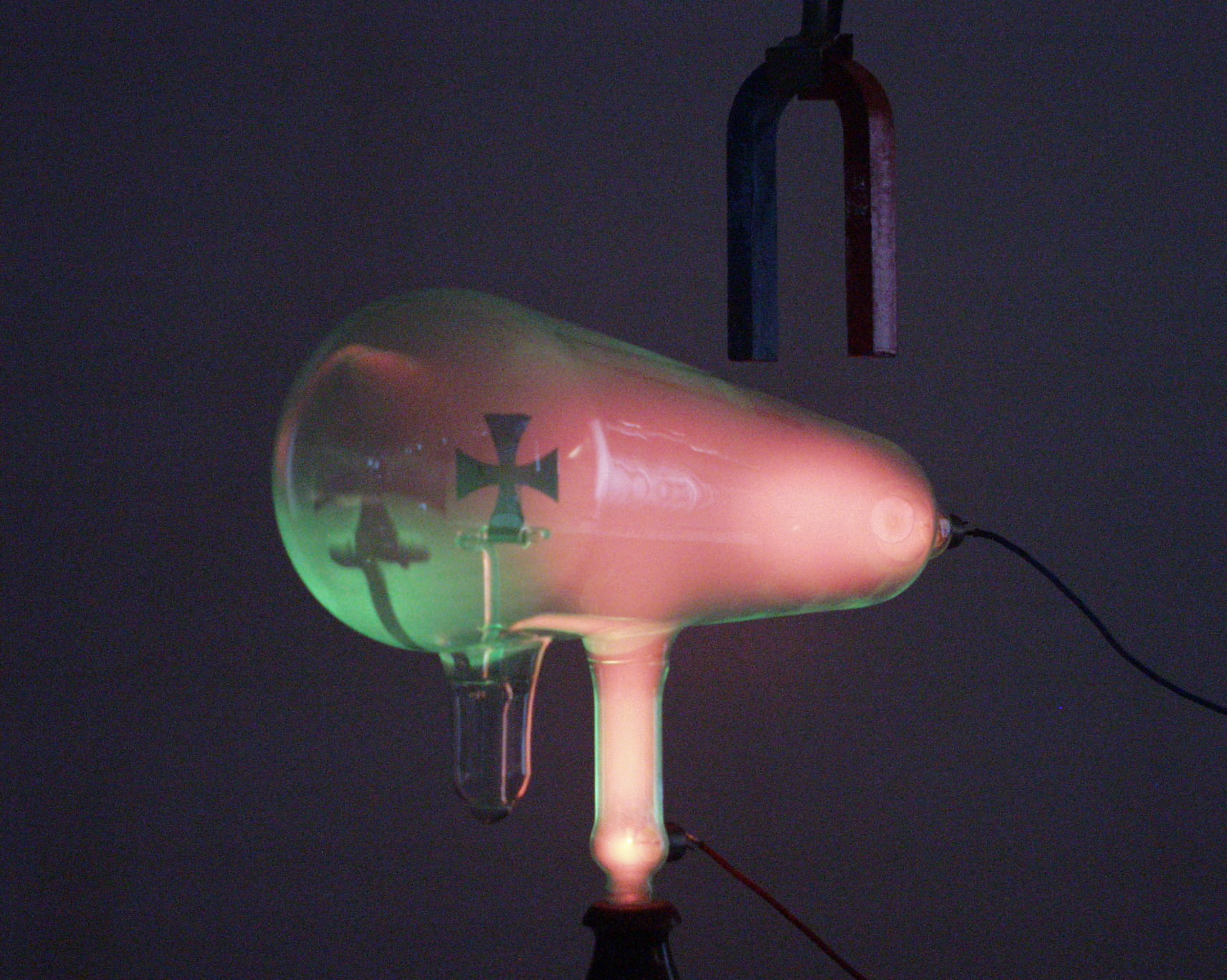
Tubo di Crookes, acceso: il campo generato dal magnete deflette i raggi catodici e l'ombra sui fosfori si sposta.

Questa caratteristica ha portato all'invenzione, nel 1907, del tubo catodico (o CRT, acronimo dell'inglese Cathode Ray Tube), per opera di Carl Ferdinand Braun. I CRT trovano impiego comune nei televisori, in alcuni tipi di monitor e videocamere, negli oscilloscopi. In questi apparecchi l'anodo è costituito da uno schermo ricoperto con determinati fosfori;
raggiunto lo schermo, i raggi catodici cedono la loro energia cinetica ai fosfori che per eccitazione emettono fotoni nello spettro visibile.
Oltre all'utilizzo nei CRT, raggi di elettroni accelerati fino a velocità relativistiche (generati da acceleratori di particelle di vari tipi) vengono utilizzati in campo industriale per effettuare saldature ad alta precisione (Electron Beam Welding o EBW) e per vulcanizzare rapidamente vari tipi di plastiche.
I più recenti sviluppi nel campo della tecnologia degli acceleratori di elettroni hanno portato alla costruzione di acceleratori KeV compatti e modulari, spesso utilizzati in campo medico, che emettono meno raggi X degli acceleratori MeV e che per questo vengono alloggiati in strutture molto meno ingombranti.